# 董瀾
董瀾（1547年—？），字惟源，號觀吾，山東濟南府長清縣人，軍籍，明朝政治人物。

## 生平
隆庆元年（1567年）丁卯科山東鄉試第十九名，萬曆八年（1580年）庚辰科會試第二百十三名，登三甲第一百三十三名進士。都察院觀政，本年授霍山知县，十四年行取，候补工部主事，十五年升员外郎，本年升郎中，二十年升归德知府，二十三年调汾州府，卒。

## 家族
曾祖董廷秀，曾任縣主簿；祖父董銓，曾任儒官；父董相。母李氏。慈侍下。弟董濬、董洙。